# Llenguatge cinematogràfic
El llenguatge cinematogràfic és el llenguatge, purament audiovisual, del qual disposa el director d'una pel·lícula per poder explicar la història que desitja. Aquest llenguatge està compost per la superposició dels següents elements: l'espai, el ritme, el moviment, el so, el muntatge, la il·luminació, el to i el color. Tots aquests, segons la manera què els utilitzi el director, expressaran o explicaran diferents narracions.
Cal afegir que aquest llenguatge està basat en el muntatge cinematogràfic. Els plànols s'organitzen narrativa i rítmicamet de manera que la successió entre els mateixos presenti cohesió i sentit. L'acció narrada per cadascun dels plànols fa que el canvi entre aquests sigui el més semblant possible a la manera com l'ésser humà entén o percep la realitat, fent així que l'espectador entengui allò què veu com una normalitat i no trobi cap anomalia durant la visualització de la pel·lícula.
Tot missatge tramès mitjançant el llenguatge cinematogràfic ha estat prèviament estudiat i treballat amb molta precisió. Cada element observat dins del marc, cada so o fins i tot el temps durant el què es reprodueix la imatge, ha estat determinat d'aquesta manera per una intencionalitat què neix del director. El director modifica aquests elements per tal d'ajustar la narrativa cinematogràfica a allò què vol explicar.

## Evolució del llenguatge cinematogràfic

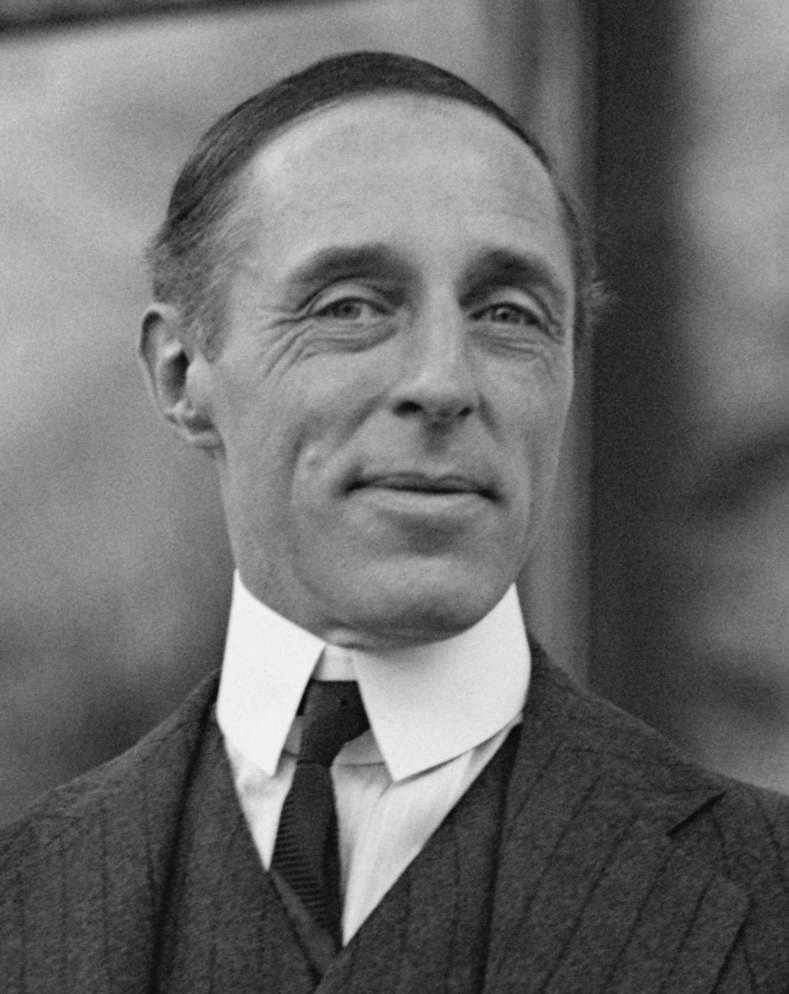
David Wark Griffith

Amb el naixement del cinema i el model de representació primitiu, el llenguatge què trobàvem a les pel·lícules era un llenguatge molt simple. Només es rodava un únic pla on es desenvolupaven els pocs segons d'acció. Aquest pla sempre era general i fix, amb una certa naturalesa pròpia del teatre. Poques vegades hi havia moviment en el pla, en aquests casos el moviment venia donat per la superfície on era situada la càmera i era totalment involuntari. Per tant, independentment de qui va ser el director, el llenguatge sempre era el mateix. Tant els Lumière com el mateix Méliès, el cinema dels quals era totalment diferent, se servien del mateix pla general fix. En certa manera es podria dir que per aquella època el llenguatge cinematogràfic era gairebé inexistent. Per això, no va ser fins 1915 amb l'arribada del "naixement d'una nació" quan es va considerar a Griffith el pare i creador d'aquest.
Amb Griffith va arribar, en certa manera, el que avui coneixem com a llenguatge cinematogràfic. La càmera es va desentendre de la immobilitat que la caracteritzava en el mode de representació primitiu i es va endinsar en la escena. Això va provocar l'aparició del moviment intern del pla i el moviment del propi pla que van dotar, d'aquesta manera, de llenguatge al cinema. L'aparició d'aquest moviment dins de l'espai de l'escena va generar uns recursos a través dels quals els directors podien explicar molt millor i amb més detall. Però, per aconseguir això era necessari la fragmentació de les escenes en molts plànols diferents, el que va donar pas a l'aparició de la idea "raccord". Aquesta idea entén l'associació dels diferents plànols i la conjunció entre aquests per tal d'explicar millor l'espai i l'acció. Tots els plànols d'una mateixa escena mantenen relacions els uns amb els altres, fent així que l'autarquia del pla, carcaterística del mode de representació primitiu, s'abandonés. Amb Griffith també va sorgir el "muntatge paral·lel", què consisteix en la mostra de dues accions diferents de forma alterna, fent que aquestes finalment topin en la narrativa fílmica. Des d'aquest moment, el muntatge va evolucionar fins a fer-se gairebé invisible, la seva funció va quedar relegada a fer que els canvis entre plànols fossin imperceptibles per a l'espectador.

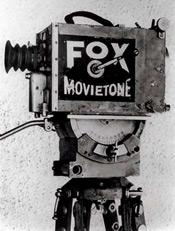
Movietone

El so al cinema ja existia prèviament a l'aparició del propi cinema sonor. Tot i que les primeres pel·lícules van ser mudes, les projeccions sempre s'acompanyaven de produccions musicals en directe. Aquesta peça musical, normalment produïda per un piano, quedava complementada amb sorolls i sons especials què proporcionaven molta més expressivitat a la imatge. No obstant això, la recerca per trobar la manera d'enregistrar els diàlegs dels personatges i el soroll ambiental de l'escena filmada no va cessar. Els mètodes emprats per dotar de so a les pel·lícules van ser diversos: gravar el so directament a la pel·lícula o fer-ho en un disc extern què es reproduïa al mateix temps que aquesta. Finalment, es va optar per la primera de les dues opcions, ja que solucionava els problemes de sincronització característics del primer mètode. El Movietone va ser un dels primers sistemes de gravació de so en una pel·lícula, i se'n va fer ús d'ell en els primers llargmetratges. A partir de 1930 el so al cinema es va normalitzar, aconseguint d'aquesta manera la consolidació del cinema sonor.
Des dels seus inicis el cinema ja va intentar establir contacte amb el color. Primerament, personatges com Segundo de Chomón van optar per la coloració de cadascun dels fotogrames que formaven part del film. No obstant, la seva laboriositat va fer que temps més tard Pathé realitzés la mecanització del procés. Pathé es va servir de diverses plantilles per a accelerar la coloració, una per a cada color. Els avenços definitius però, van arribar amb els descobriments de la fotografia en color basats en la teoria de J.C.Maxwell. Aquesta teoria deia que amb la barreja òptima de vermells, blaus i verds es podien reproduir tots el altres colors. Per a això, era necessari superposar tres fotografies (cadascuna corresponent a un dels tres colors primaris) i projectar-les mitjançant tres làmpades en una sola pantalla. La gran revolució del color al cinema la va fer la companyia Technicolor Motion Picture Corporation què d'entre altres aportacions, va protagonitzar la invenció de la càmera filmadora què podia captar els tres colors primaris a la vegada.

## Espai

### Enquadrament

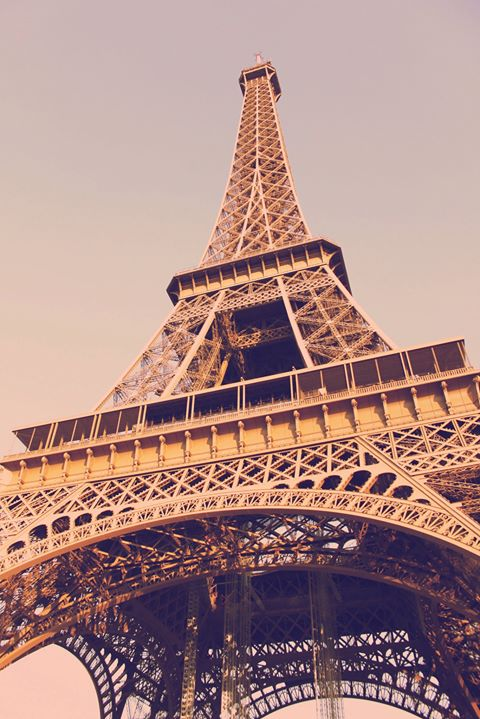
Contrapicat de la Torre Eiffel

L'enquadrament és la part de realitat que veiem a través del visor de la càmera i que determina allò que posteriorment veurà l'espectador. El marc de la càmera té uns límits físics i no ens pot mostrar tota la realitat, creant així el camp i el fora de camp. A conseqüència d'això, l'espectador observa la selecció d'una part de la realitat que prèviament ha realitzat el director. Mentre que en la realitat som nosaltres els qui escollim què veure, en el cinema són altres persones les qui decideixen això per nosaltres. L'enquadrament és utilitzat pels directors amb la finalitat de transformar la realitat quotidiana en un fet cinematogràfic. A més, aquest afecta a aspectes com: la mida i la forma de les imatges, el camp i el fora de camp, la distància i l'angle de visió, i el moviment en la posada en escena.

#### L'angle de l'enquadrament
És el punt i la direcció en què col·loquem la càmera respecte de la persona o l'objecte filmat. Segons l'alçada o la direcció característica de l'enquadrament, diferenciem entre diversos angles d'enquadrament:
- Normal: Aquest angle es produeix quan la càmera se situa a l'alçada dels ulls del personatge. Això no és així en totes les cultures audiovisuals, de vegades aquest se situa a pocs centímetres del terra.
- Picat: És l'angle què es dona quan la càmera se situa per sobre de l'objecte filmat. Generalment s'utilitza per empetitir el personatge i fer-lo més vulnerable o feble. No obstant, també es pot fer servir per a donar una perspectiva àmplia d'un gran decorat què amb l'angle normal no es veuria.
- Contra-picat: L'angle què sorgeix quan la càmera se situa per sota de l'objecte filmat. Contràriament a l'efecte què produeix l'angle picat, el contra-picat serveix per realçar o magnificar el personatge. També pot servir per fer-lo semblar maligne o amenaçador.
- Zenital: Aquell angle què es dona quan la càmera se situa totalment perpendicular al terra i ens ofereix una perspectiva aèria dels personatges.[7]

### Tipus de plànols
El pla és el conjunt d'imatges que constitueixen una mateixa presa. Segons l'obertura de l'enquadrament podem diferenciar entre diversos tipus de pla, sobretot en referència a la figura humana i a la relació d'aspecte que aquesta o el motiu de la imatge tingui dins del quadre. A més de la funció estètica, la selecció d'un determinat pla dependrà de la càrrega significativa que el director vulgui aportar a la imatge. Els plans curts, per exemple, tenen molta més expressivitat que els oberts. No obstant, els oberts són millors per contextualitzar al personatge i situar-lo dins de l'espai. El tipus de pla escollit pot arribar a ser tant important com la posada en escena, creant nous espais i enriquint la narrativa fílmica.
- Gran pla general: És de caràcter descriptiu i ens proporciona una visió general del paisatge o de l'espai on es produeix l'acció.
- Pla general: Una mica més curt que el gran pla general. Aquest inclou al personatge i el relaciona amb el seu entorn.
- Pla americà: Apareix la figura humana a partir dels genolls.
- Pla mig llarg: La figura està tallada per la cintura. En el cas del pla mig llarg, l'enquadrament és una mica més obert.
- Pla mig curt: La relació d'aspecte és pràcticament la mateixa que la del pla mig llarg. No obstant, l'enquadrament és més tancat i talla pel pit.
- Primer pla: En aquest pla hi apareix el rostre humà. Serveix per captar al màxim les expressions facials, ja que podríem dir que és el pla més expressiu.
- Pla detall: Es fa servir per captar un detall del personatge o de l'escena i dirigir tota l'atenció cap aquest. S'utilitza molt sovint amb la càmera subjectiva per explicar a l'espectador en quin detall es fixa el personatge.

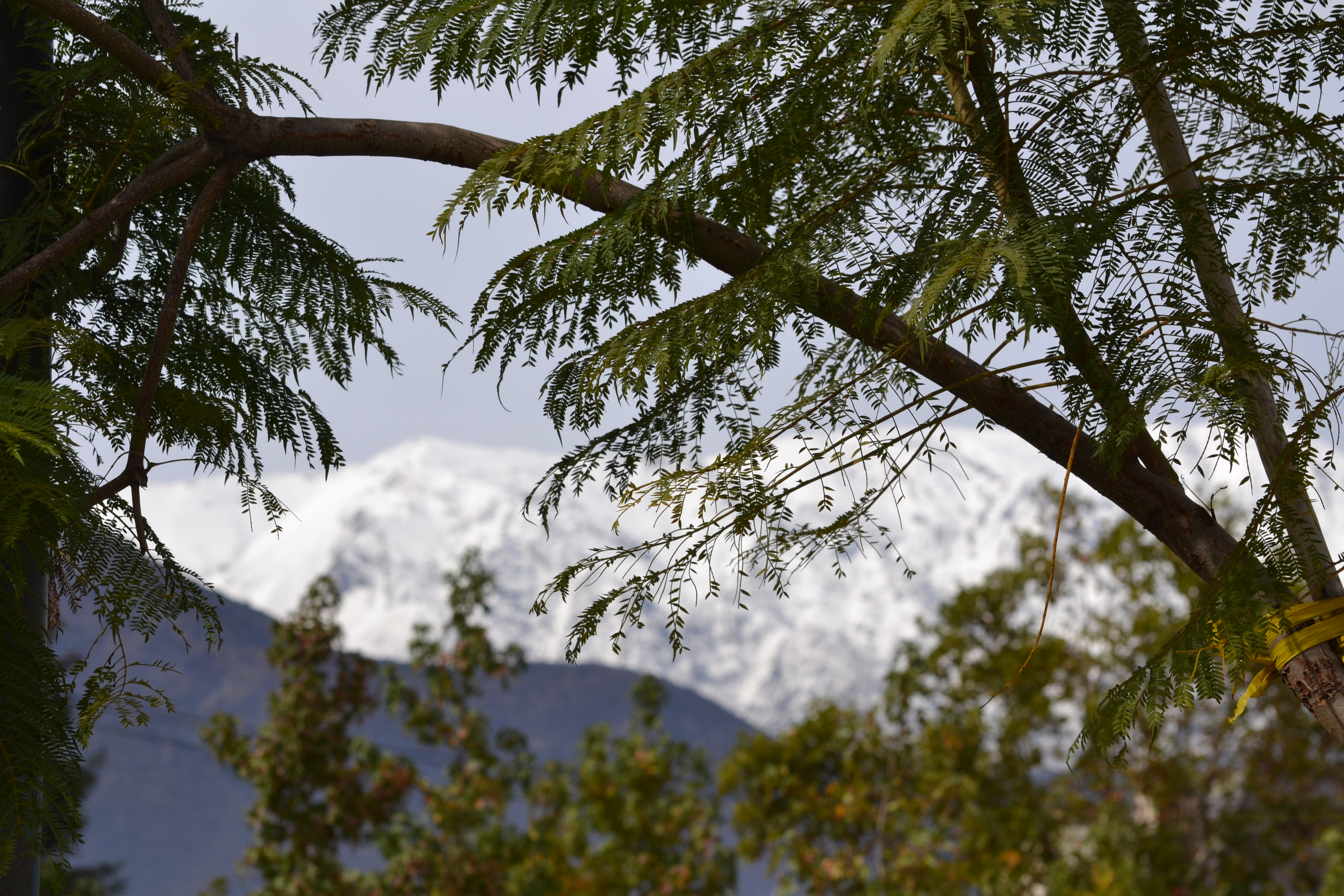
Exemple d'una imatge amb poca profunditat de camp

### El camp
- El camp és tot allò que la càmera ens fa visible en un enquadrament determinat i dins dels límits de la imatge.
- El fora de camp és tot el conjunt d'elements espacials i sonors què formen part de l'escena, però que no surten a la pantalla. L'ús del fora de camp permet suggerir sense ensenyar, motivant a l'espectador a que s'esforci en esbrinar allò que no es veu i així participar el la narració. Jugar amb aquest recurs pot ser una bona manera de crear expectatives o interrogants.

Un altre concepte a valorar és la profunditat de camp, definida com la distància entre l'element més proper i més llunyà que es veuen amb nitidesa a la pantalla. Si la profunditat de camp és baixa, només s'enfocaran els objectes propers a la càmera. Pel contrari, una profunditat de camp alta, mostrarà amb nitidesa els elements més llunyans.

### Punt de vista
La funció de la càmera és fer d'ull de l'espectador, allò que l'espectador veu és la selecció prèvia feta per aquesta. De la mateixa manera que en la literatura amb el narrador extern o intern, la càmera pot adoptar un punt de vista objectiu/extern o un de subjectiu/intern. No es tracta només d'estètica, utilitzar un punt de vista o un altre té una càrrega emotiva i un significat diferent.

## Ritme
El ritme cinematogràfic és una unitat composta per tres ritmes diferents: el ritme visual, el ritme auditiu i el ritme narratiu. A més, és la impressió donada per la durada dels plans, la intensitat dramàtica i l'efecte del muntatge.
La durada material i psicològica dels plans pot dotar al film d'un ritme diferent. Els plans de durada més llarga creen un ritme més lent, generant efectes d'avorriment, monotonia, etc. Pel contrari, els plans de durada més curta aporten dinamisme i un ritme més ràpid, generant efectes d'activitat, esforç, agilitat, etc. En conseqüència a la capacitat de captació de l'espectador, els plans generals on es mostrin motius llunyans necessitaran més temps de reproducció. Els plans tancats, en canvi, no en necessitaran tant.
Segons els elements enquadrats, la combinació i successió dels diversos plans pot també accelerar o disminuir el ritme. Una successió de primers plans genera un ritme de gran tensió dramàtica, mentre que una successió de plans generals genera optimisme o tristesa en el cas de que aquestes presentin ombres. El pas d'un pla general a un de més tancat pot provocar una acceleració de l'esdeveniment, mentre que el pas d'un curt a un llarg genera sensació de calma. Això és gràcies a l'augment o a la disminució de tensió que aquest canvi genera.
La banda sonora també és un element important que pot modificar el ritme del film. Depenent del ritme musical i els instruments que hi participin, el resultat pot expressar diferents sensacions. Trobem diverses clases de ritme: 
- Analític: plans curts i en gran quantitat. Generen un ritme ràpid que aporta dinamisme, dramatisme, activitat, etc.
- Sintètic: plans llargs i en poca quantitat. Generen un ritme lent que aporta sensualitat, monotonia, etc.
- "In crescendo": cada cop més breus (aporta tensió) / cada cop més llargs (aporta serenitat i calma).[14]

## So
La realitat presenta els aspectes visuals i sonors completament compenetrats. No obstant, el so fílmic pot dividir-se en:
- So real: aquell produït per les persones i els objectes que formen part de l'acció de l'escena. Dins d'aquesta classificació podem trobar so sincrònic i asincrònic:
  - Sincrònic: sentim els sons a la vegada que veiem la imatge que els produeix.
  - Asincrònic: els sons que escoltem no corresponen a les imatges que veiem, però correspon a objectes o persones que formen part de la narració.
- So subjectiu: escoltem el so de la mateixa manera com el percep un dels personatges que intervé en l'acció. També ho pot ser la música o les paraules presents en el record d'aquest. És un recurs que pot fer servir el director per explicar millor un personatge o situació que experimenti el mateix.
- So expressiu: el so que escoltem no s'ha produït per cap persona ni objecte pertanyent de l'escena. Aquest pot ser per superposició o substitució.
  - En superposició amb el real, formant amb aquest una espècie de contrapunt orquestral. Pot servir per aportar intensitat a l'escena.
  - En substitució del real, només s'escolta el so expressiu. El director pot servir-se d'aquest recurs per introduir moments musicals dins del film.

El so en el cinema està compost per diversos elements significatius:
- La música: és un gran mitjà d'expressió cinematogràfica. El seu ús és molt variat: com a cançò, com a rerefons de l'acciò, per crear determinades atmosferes i com a substitut del so real (prèviament ja mencionat).
- El diàleg: la paraula s'ha d'utilitzar com a element integrador i d'ajut narratiu. La seva funció en el cinema és més secundària, aquesta mai pot dir el que ja diu la imatge. Tot i que l'ús més freqüent n'és el diàleg, cal no oblidar altres aplicacions com "la veu en off". Aquesta consisteix en un discurs en tercera persona i sense presència del narrador en la imatge.
- Els efectes sonors: són com el fons sonor de la vida portats a la pantalla amb una certa finalitat realista. Ha de ser un fidel evocador d'un ambient sonor, psicològic, simbòlic i dramàtic.
- El silenci: S'utilitza per a mostrar situacions límit de sofriment, perill, angoixa... La seva funció és subratllar, emfatitazar i afegir valor a l'acció, al sonor i als sons que l'han precedit.

## Muntatge
Actualment, coneixem com a muntatge la combinació de plans que construeixen una determinada escena. Aquesta representació, com hi estem acostumats, ens sembla la manera natural com qualsevol persona observaria l'escena. Però això no és cert, ja que si volguéssim imitar aquesta "mirada natural" a l'espectador se li faria estrany i fins i tot incòmode. Cada determinació dins de l'escena, ja sigui en relació al muntatge o al tipus d'enquadrament, té una certa intencionalitat del director. Però més enllà d'una qüestió purament tècnica o visual, el muntatge també es fa servir per dotar de significat a les imatges. Un gran exemple d'això és l'Efecte Kuleshov, què ens explica els diferents significats que pot adquirir una imatge segons amb quina altra la muntis.
Arribats a aquest punt podem diferenciar entre diferents tipus de muntatge:
- Muntatge dialèctic: és aquell que pretén extreure una idea de la successió de dos plans, i que aquesta no es troba en cap dels dos per separat. L'espectador participa fent una elaboració mental de les imatges visualitzades. La combinació d'aquestes dues imatges generen una tercera en la ment de l'espectador, es un muntatge que es fonamenta en les bases de la dialèctica marxista. Es considera a Eisenstein com el creador d'aquest tipus de muntatge.
- Muntatge altern: es tracta del muntatge que presenta dues accions dispars, les quals succeeixen al mateix temps però en llocs diferents i que, finalment, convergiran entre elles. Són un exemple les escenes de persecució.
- Muntatge paral·lel: aquell muntatge que presenta dues accions dispars, què succeeixen en moments i llocs diferents. Aquest muntatge es realitza amb la voluntat de produir en els espectadors un estat d'ànim o una associació d'idees.

La separació o unió dels plans es pot realitzar de diferents maneres:
- Per tall: el canvi entre plans succeeix sense cap tipus d'efecte.
- Per fosa en negre: la imatge s'enfosqueix fins no veure res. L'acció inversa es realitza per a la introducció del nou plànol.
- Per escombrat: es realitza una ràpida panoràmica que esborra la nitidesa de la imatge i dona pas a la següent.
- Per cortineta: la progressió d'una imatge fa desaparèixer, mitjançant el desplaçament, la imatge anterior. Hi ha diversos tipus.
- Per encadenat: una nova imatge va apareixent per sobre de l'antiga que es va fonent per superposició.[15]

El pla seqüència és la exepció a aquesta norma del muntatge. És aquell pla que es manté de manera interrompuda durant tota l'acció d'una seqüència. L'escena no queda composta per una suma de diferents plans, sinó que és un únic pla el que s'encarrega de seguir tota l'acció. Per això en aquests casos diem que el temps cinematogràfic coincideix amb el temps real.
El raccord s'entén com la relació del pla amb el següent en el muntatge. Normalment, els diferents plans d'una escena han estat gravats en realitats diferents. És per això que s'ha de vigilar que existeixi certa coherència entre els elements d'un i de l'altre. Quan això no passa, parlem d'un error de raccord que trenca amb la il·lusió de continuïtat en l'espectador.

## Il·luminació
Quan parlem d'il·luminació fílmica, son tres els aspectes que hem de valorar. Els diferents elements que la condicionen son el moviment dels actors i dels objectes dins de l'escena, la continuïtat de la llum en la successió de plans i, per acabar, la rapidesa d'aquesta, què exigeix a la llum el paper de donar a conèixer amb precisió allò que s'esdevé. Podem diferenciar entre llum natural o artificial, i dins d'aquesta classificació en difusa o directa. La llum natural és la que ens proporciona la mateixa lluminositat del dia, generada pel Sol. Pel contrari, la llum artificial és aquella que genera la persona mitjançant la tecnologia. Gràcies a aquesta capacitat, els directors poden manipular i jugar amb la llum per aconseguir determinats efectes. Seguint amb la següent classificació, la llum difusa és aquella que no produeix ombres i cal de difusors per a la seva producció. Es distribueix de manera uniforme i s'utilitza per imitar o reforçar els efectes naturals de la llum ambient. Per l'altra banda, la llum directa és la que s'incideix sense cap mena de filtre que la suavitzi. Això genera ombres que serveixen per explicar els volums dels personatges i/o objectes que es trobin dins de l'escena.
També podem diferenciar entre diferents estils d'il·luminació:
- De taques: consisteix en projectar per les superfícies i els perfils del decorat, què està il·luminat amb una feble llum difusa, tot un seguit de taques lluminoses.
- De zones: consisteix en dividir la il·luminació de l'escena en diferents zones que van de major a menor lluminositat. Aquesta il·luminació és molt útil per a focalitzar, expressar distància i crear ambients.
- De masses: consisteix en recrear l'efecte que produeix la llum natural. En aquest cas, no és necessari que el motiu estigui constantment il·luminat.[17]

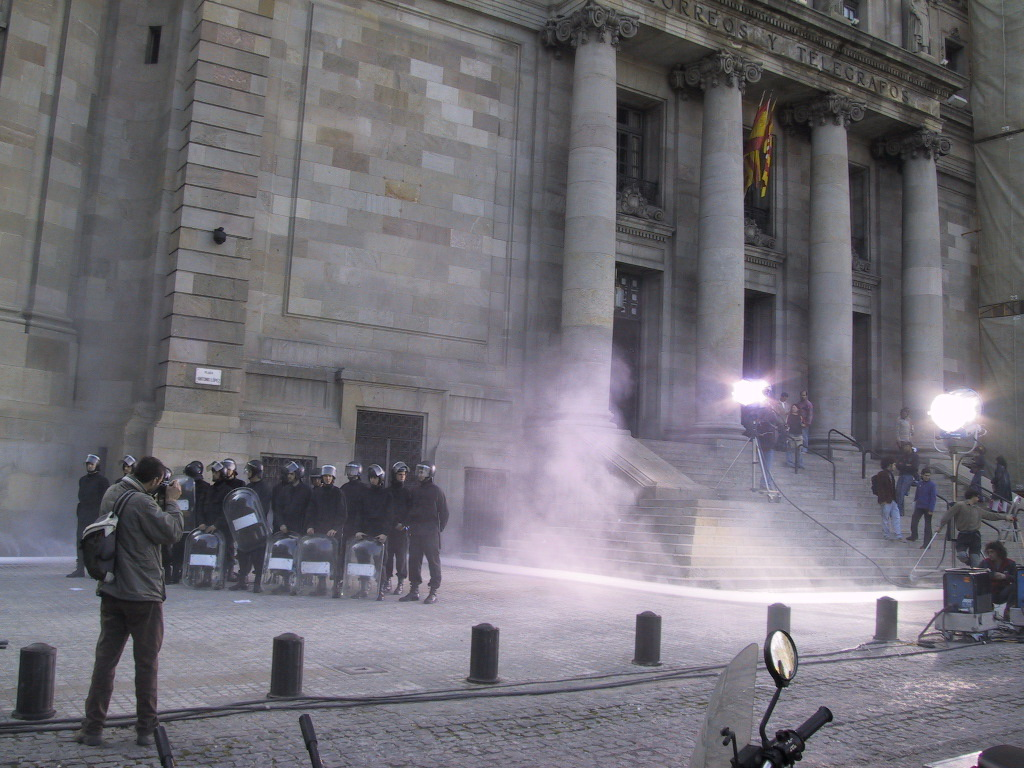
Exemple de la infraestructura lumínica d'un film

Segons la direcció de la llum a l'hora d'il·luminar un personatge o element de l'escena, també podem trobar diverses classificacions:
- Zenital: quan el punt lumínic se situa per sobre del motiu.
- Emfàtica: si la llum neix d'un punt situat en una zona baixa.
- Lateral: la llum prové del lateral, per un dels costats.
- Frontal: quan el punt lumínic se situa davant del motiu.
- Contrallum: quan el punt lumínic queda col·locat darrere del motiu.[18]

## To i color
Segons la quantitat de llum que s'incideixi en un objecte, s'aconseguirà com a resultat en la imatge uns valors de to que romandran entre el blanc i el negre, passant per una sèrie de grisos. Tota la gamma de tons possibles constitueix l'escala de tons. Com a regla general, la nostra mirada tendeix a dirigir-se a allò més il·luminat, al to més clar abans que a les zones més fosques. De la manera inversa, si es dona un enquadrament de gran qualitat lumínica on tot queda ben exposat, allò en que ens hi fixarem primer serà un objecte fosc.

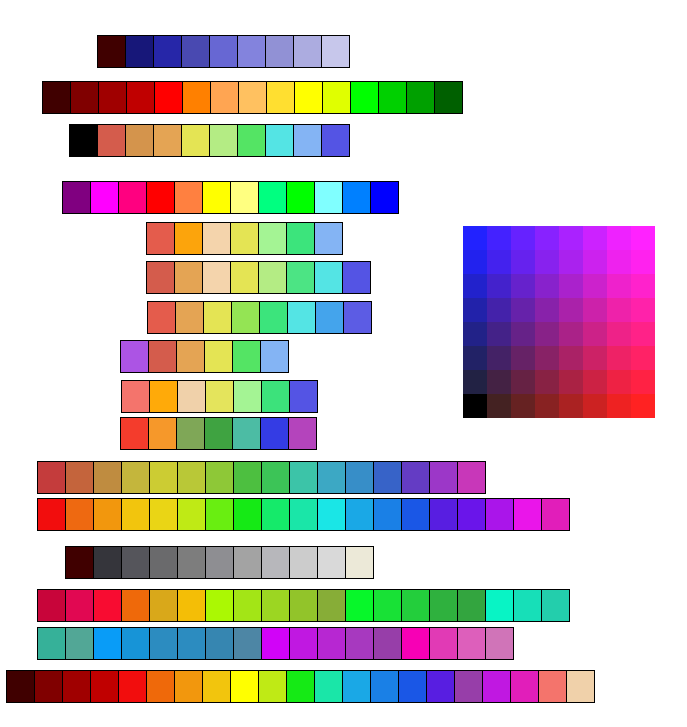
Tons i colors

Actualment, podem parlar de diversos usos del color al cinema:
- El color pictòric: intenta reproduir els color propis dels quadres, i fins i tot en determinats casos la seva composició. La seva finalitat és purament estètica.
- El color històric: intenta reproduir l'atmosfera cromàtica característica d'una època concreta. Aquesta metodologia és molt útil per aconseguir ambientacions que no es poden representar amb els escenaris del moment.
- El color simbòlic: s'utilitzen determinats colors en plans molt seleccionats per a suggerir i subratllar efectes determinats.
- El color psicològic: cada color ens genera efectes anímics diferents. Els colors freds com el verd, el blau, el violeta… tendeixen a deprimir-nos i els càlids com el vermell, el taronja, el groc… a exaltar-nos. Segons el que vulgui aconseguir el director, se servirà d'uns o dels altres.
- El color i la perspectiva: els colors càlids ens provoquen sensació de proximitat, mentre que els freds ens donen impressió de llunyania. També hi influeix la intensitat tonal de cada color: els saturats i il·luminats, suggereixen grandiositat, allunyament, buidor... Pel contrari, els poc il·luminats o desaturats, suggereixen apropament. Quan el fons està il·luminat i clar, els colors s'intensifiquen, donen ambient d'alegria i els objectes tenen més importància. No obstant, si el fons és fosc, es debiliten els colors i els objectes perden importància.[19]

## Teoria lingüística del cinema
La teoria lingüística del cinema analitza com les pel·lícules expressen significats a través del seu llenguatge propi. Aquesta teoria sorgeix del pensament del filòsof Ludwig Wittgenstein, qui es va interessar per com el llenguatge estructura el pensament i la realitat. Segons Wittgenstein, el significat d'un terme ve donat pel seu ús en el context d'una "forma de vida". En el cinema, això es tradueix en com les tècniques i elements visuals (càmera, edició, so, actuació) creen idiomes que donen significat a l'experiència de veure una pel·lícula.

### Stanley Cavell
Fou el principal promotor d'aquesta teoria. Considerà que les pel·lícules són com "màquines per generar idiomes", així que defensava que les pel·lícules creen maneres úniques d'expressar idees, emocions i conflictes, tal com un idioma permet comunicar pensaments. Segons aquesta teoria, les pel·lícules poden establir un diàleg amb l'espectador, fent que reflexioni sobre temes com l'absurd, els límits del pensament, o els conflictes humans.
Això connecta amb el que Wittgenstein descriu com una teràpia filosòfica: el cinema pot ajudar-nos a veure la realitat des d'una perspectiva nova, confrontant-nos amb les nostres idees preconcebudes.
Les pel·lícules no existeixen de manera aïllada; reflecteixen i interactuen amb les formes de vida de la societat que les crea i les consumeix. Així doncs, el seu llenguatge només té sentit dins d'un context cultural i històric.